# Camp de concentration d'Ebensee

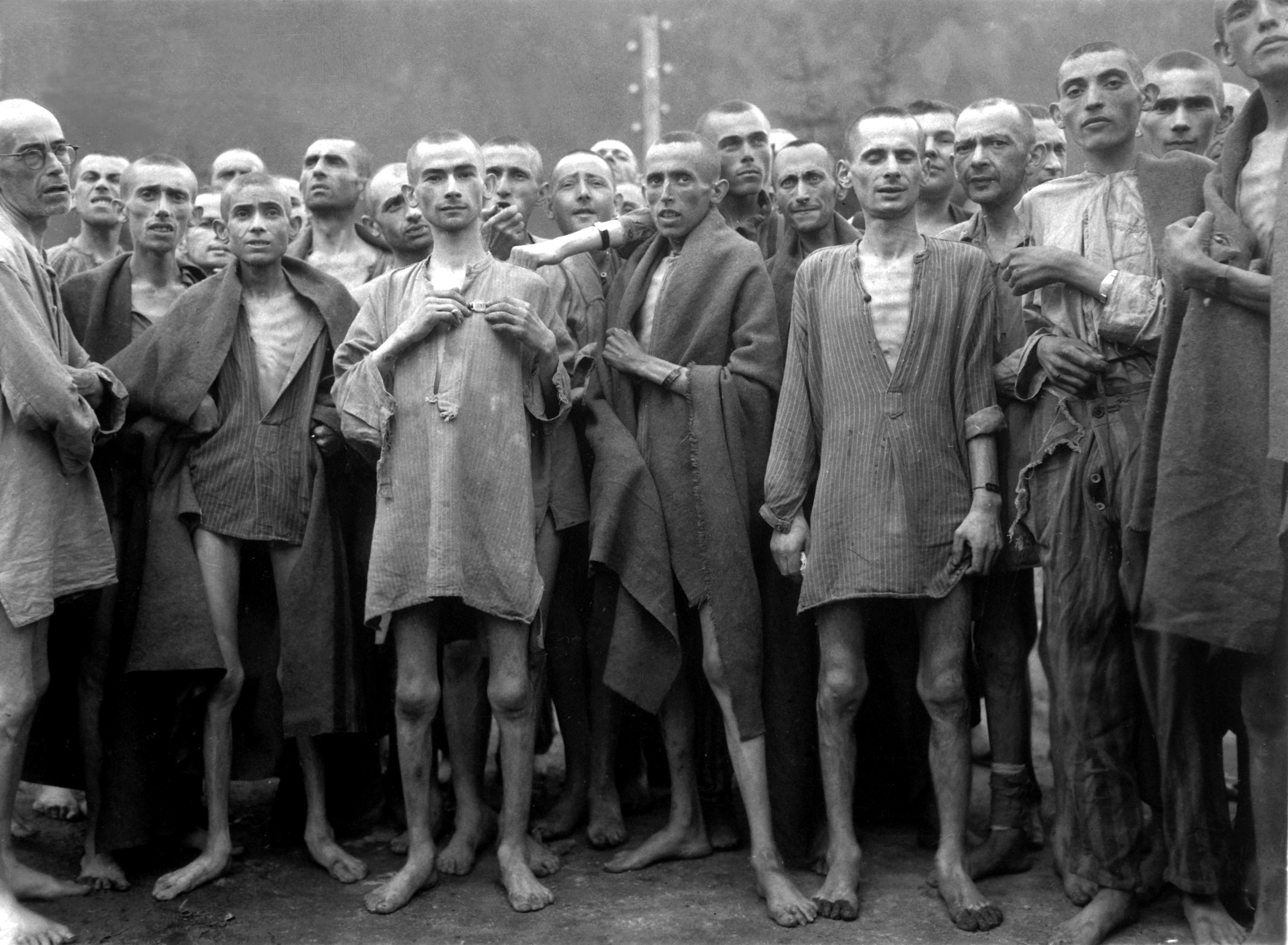
Prisonniers affamés du camp de concentration d'Ebensee (7 mai 1945).

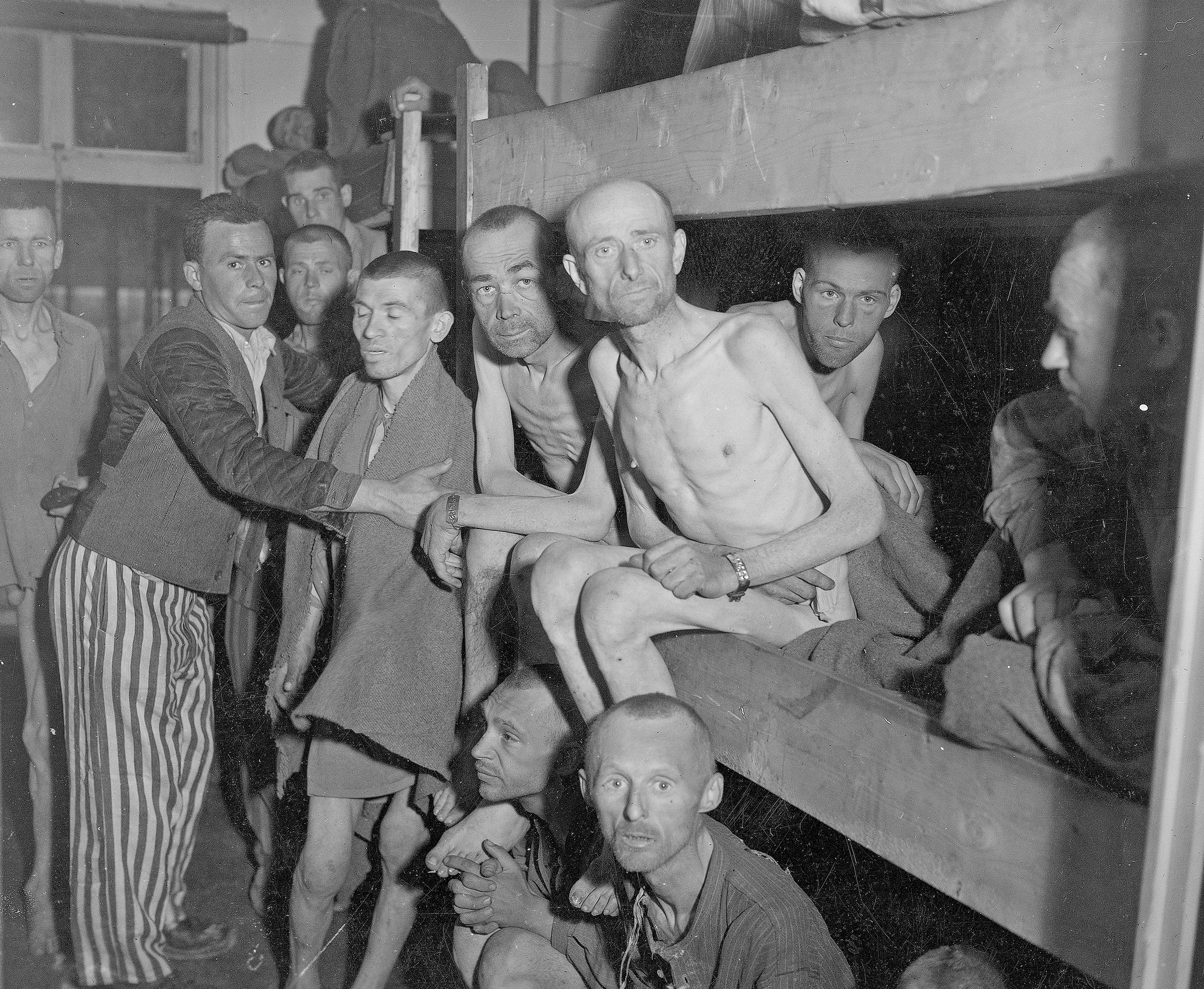
Prisonniers affamés du camp de concentration d'Ebensee (7 mai 1945).

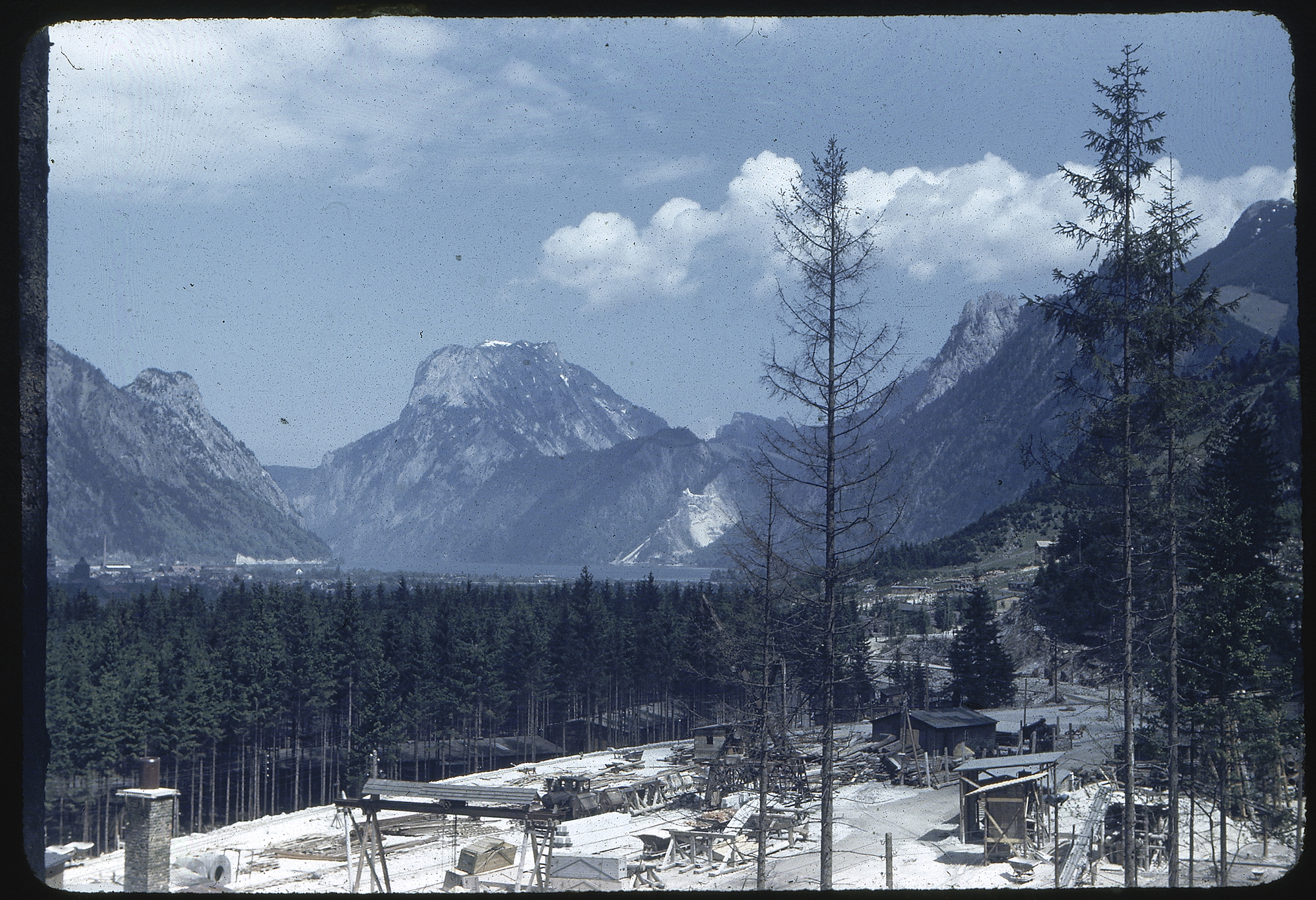
Camp de concentration d'Ebensee en mai 1945.

Le camp de concentration d'Ebensee, en Autriche, fut l'un des sous-camps les plus meurtriers rattaché au camp de concentration central de Mauthausen situé à quelques kilomètres, avec Gusen, Melk et le centre de mise à mort situé dans le Château d'Hartheim.

## Descriptif
Ouvert le 18 novembre 1943 et libéré le 6 mai 1945, le camp d'Ebensee est situé à l'extrémité sud du lac Traunsee à environ 75 km au sud-ouest de la ville de Linz.
Ce camp a pour fonction première d'exploiter une main-d’œuvre pour la construction de galeries souterraines destinées à accueillir des usines d'armement, notamment de fusées V2 et de les protéger des bombardements alliés.

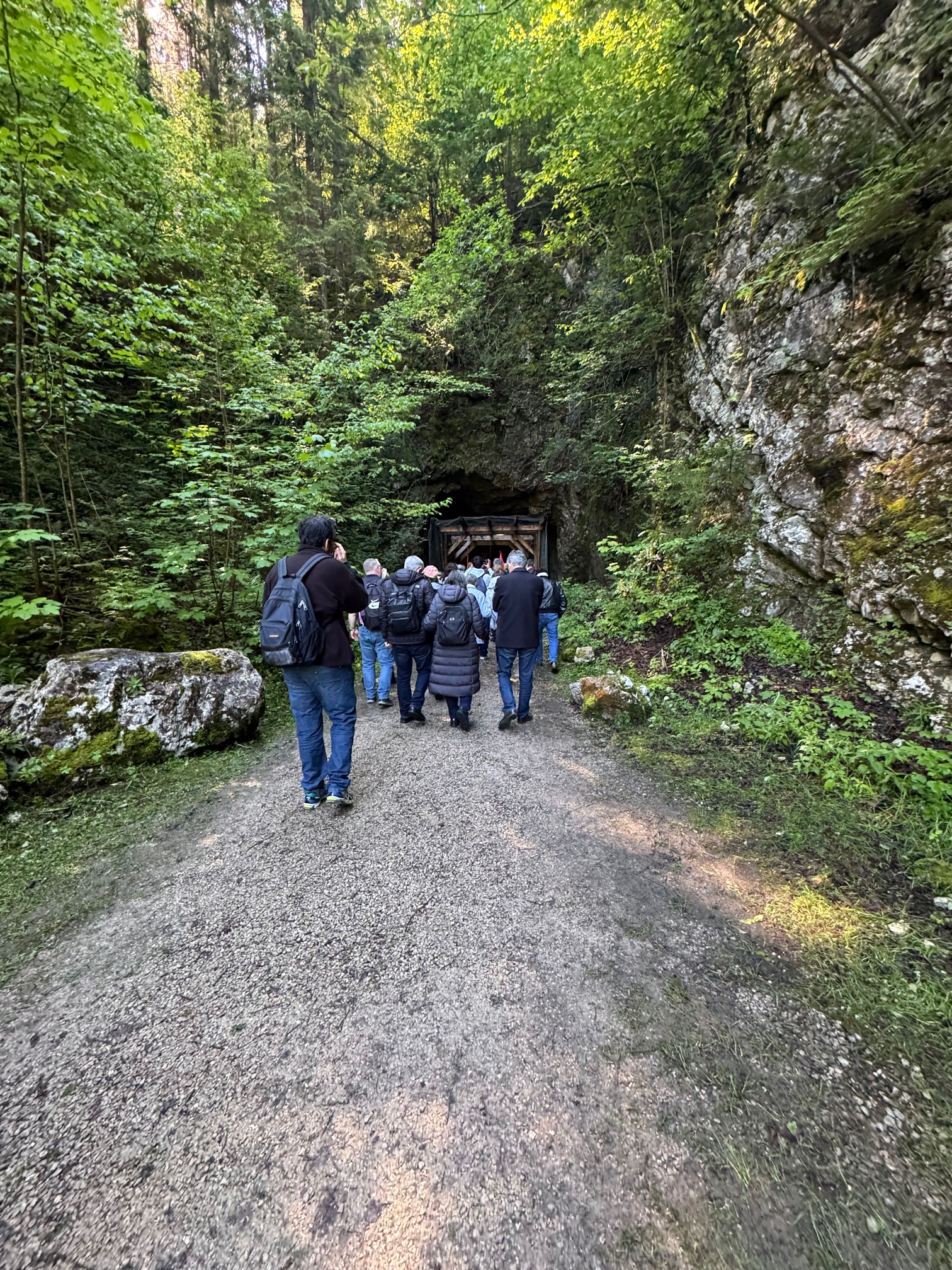
Entrée de l'un des tunnels d'Ebensee

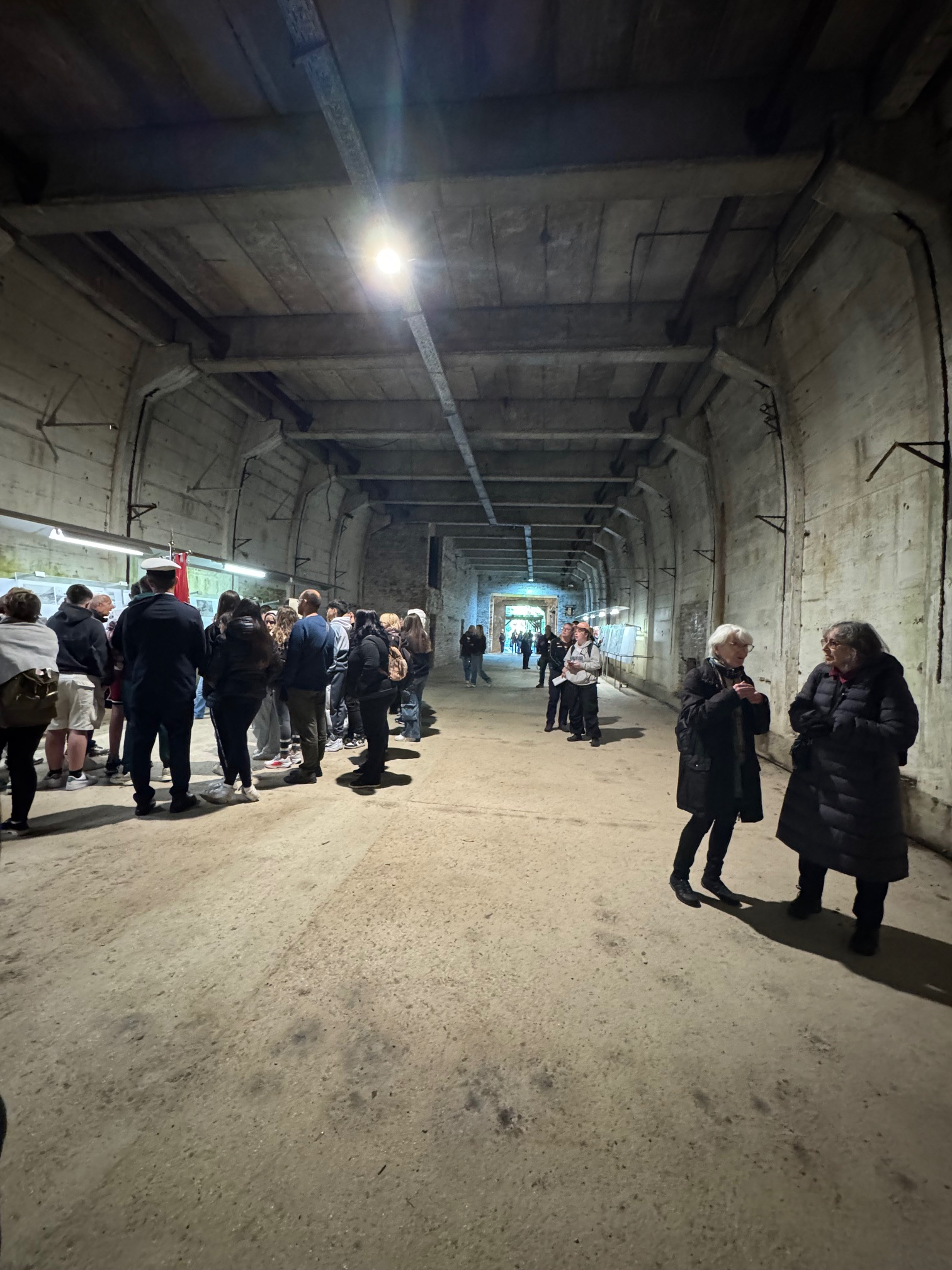
Intérieur d'un des tunnels d'Ebensee

Les prisonniers travaillent près de 14 heures par jour et se relayent pour que l'activité des chantiers soit assurée 24 heures sur 24.
La mortalité très importante est notamment due aux conditions d'hébergement totalement inadaptées aux conditions hivernales et aux rations de nourriture qui, au mieux, consistent en un 1/2 litre d'un ersatz de café, 3/4 de litre d'une soupe de pelures de pommes de terre et 150 g de pain. Le camp n'ayant pas de fours crématoires, les corps sont régulièrement convoyés vers Mauthausen.
Ebensee est d'abord commandé par Georg Bachmayer (en), choisi par Franz Ziereis, lui-même commandant de Mauthausen, pour son extrême brutalité. Il retourne à Mauthausen en 1944 en laissant le commandement du camp à un SS mentalement malade, Otto Riemer. Riemer ne fournit ses sentinelles en tabac que s'ils abattent leur quota quotidien de prisonniers. Ce rendement macabre est si important qu'il faut bientôt construire un four crématoire.
On estime à environ 20 000 le nombre de prisonniers qui y ont trouvé la mort. Aux derniers jours de la guerre, la mortalité atteint 350 hommes par jour. C'est sans doute, avec le camp de Gusen, l'une des pires annexes de Mauthausen.
Dix jours après la libération du camp, Bachmayer assassine les membres de sa famille puis se suicide, mais Otto Riemer parvient à s'échapper.